# Sza’alwim
Sza’alwim (hebr.: שעלבים) – religijny kibuc położony w samorządzie regionu Gezer, w Dystrykcie Centralnym, w Izraelu.
Leży w Dolinie Ajalon w Szefeli, w otoczeniu moszawów Miszmar Ajjalon, Kefar Bin Nun i wioski Nof Ajjalon. Członek Ruchu Kibuców (Ha-Tenu’a ha-Kibbucit).

## Historia
Prace archeologiczne odkryły na wzgórzu Tell Sza’alwim pozostałości starożytnej osady pochodzącej z epoki brązu (III tysiąclecie p.n.e.). Znaleziono tutaj dwa grobowce oraz kamienny mur. Na południe od obecnej osady odnaleziono kompleks ruin pochodzący z okresów rzymskiego i bizantyjskiego. Znajdują się tutaj między innymi trzy kamienne cysterny na wodę. Odnalezione pozostałości wskazują na prowadzoną działalność rolniczą w regionie.
Trudno jest ustalić czas powstania arabskiej wioski Salbit, ale musiało to być pod panowaniem osmańskim. Jej mieszkańcy uciekli podczas wojny o niepodległość w 1948.
Współczesny kibuc został założony 13 sierpnia 1951, jako osada obronno-rolnicza ruchu Nahal. Z powodu bliskości granicy jordańskiej kibuc był obiektem częstych napadów rabunkowych i terrorystycznych. Sytuacja uspokoiła się dopiero po wojnie sześciodniowej w 1967. Ze zdobytych wówczas dokumentów wojskowych dowiedziano się, że jordański Legion Arabski planował zdobycie i zniszczenie kibucu Sza’alwim.

## Edukacja
W 1961 otworzono tutaj uczelnię religijną jesziwę Jeshivat Sza’alwim. W kampusie przebywa stale około 2,5 tys. studentów, którym wpajane jest poświęcenie dla Tory, społeczeństwa i państwa Izrael. W sąsiedztwie znajduje się seminarium dla kobiet.

## Gospodarka
Gospodarka kibucu opiera się na intensywnym rolnictwie.

## Komunikacja
Na południe od kibucu przebiega autostrada nr 1  (Tel Awiw–Jerozolima), brak jednak bezpośredniego wjazdu na nią. Przez kibuc przebiega lokalna droga, którą jadąc na zachód dojeżdża się do skupiska moszawów Miszmar Ajjalon i Kefar Bin Nun, natomiast jadąc na wschód dojeżdża się do wioski Nof Ajjalon i drogi ekspresowej nr 3  (Aszkelon-Modi’in-Makkabbim-Re’ut).